# 그로텐디크 스펙트럼 열
호몰로지 대수학에서 그로텐디크 스펙트럼 열(Grothendieck spectrum列, 영어: Grothendieck spectral sequence)은 두 왼쪽 완전 함자의 합성 함자의 오른쪽 유도 함자를 각 왼쪽 완전 함자의 오른쪽 유도 함자들로 나타내는 스펙트럼 열이다. 즉, 유도 함자에 대한 일종의 연쇄 법칙이다.

## 정의
단사 대상을 충분히 가지는 아벨 범주 {\displaystyle {\mathcal {A}},{\mathcal {B}}} 사이의 {\displaystyle \operatorname {Ab} }-풍성한 왼쪽 완전 함자 {\displaystyle F\colon {\mathcal {A}}\to {\mathcal {B}}}가 주어졌다고 하자.  {\displaystyle F}-비순환 대상(영어: acyclic object)은 다음 조건을 만족시키는 대상 {\displaystyle A\in {\mathcal {A}}}이다.
{\displaystyle \forall i\in \mathbb {Z} ^{+}\colon \operatorname {R} ^{i}F(A)=0}
다음과 같은 데이터가 주어졌다고 하자.
- 아벨 범주 {\displaystyle {\mathcal {A}},{\mathcal {B}},{\mathcal {C}}}
- 왼쪽 완전 함자 {\displaystyle F\colon {\mathcal {A}}\to {\mathcal {B}}}, {\displaystyle G\colon {\mathcal {B}}\to {\mathcal {C}}}
- {\displaystyle {\mathcal {A}}}의 대상 {\displaystyle A\in {\mathcal {A}}}

이들은 다음 조건을 만족시킨다고 하자.
- {\displaystyle {\mathcal {A}}}와 {\displaystyle {\mathcal {B}}}는 단사 대상을 충분히 가지는 범주이다.
- {\displaystyle F}는 {\displaystyle F}-비순환 대상을 {\displaystyle G}-비순환 대상으로 대응시킨다.
- {\displaystyle A}는 {\displaystyle F}-비순환 대상들로의 분해를 갖는다.

그렇다면, {\displaystyle A}에 대한 그로텐디크 스펙트럼 열 {\displaystyle E_{\bullet }^{\bullet \bullet }}은 다음과 같은 제1 사분면 스펙트럼 열이다.
{\displaystyle E_{2}^{pq}=(\operatorname {R} ^{p}G\circ \operatorname {R} ^{q}F)(A)}
이 스펙트럼 열은 합성 함자의 {\displaystyle G\circ F}의 오른쪽 유도 함자로 수렴한다.
{\displaystyle E_{2}^{p,q}\Rightarrow \operatorname {R} ^{p+q}(G\circ F)(A)}
그로텐디크 스펙트럼 열의 쪽들은 표준적이지 않으며, {\displaystyle A}와 {\displaystyle F(A)}의 단사 분해에 의존한다.

### 유도 범주와의 관계
유도 범주 대신 유도 범주 위의 전체 유도 범주를 사용하면, 표준적인 자연 변환
{\displaystyle \operatorname {R} (G\circ F)\Rightarrow \operatorname {R} G\circ \operatorname {R} F\colon \operatorname {D} ({\mathcal {A}})\to \operatorname {D} ({\mathcal {C}})}
이 존재한다.:59, Proposition I.5.4 그로텐디크 스펙트럼 열은 이 유도 범주 사이의 함자의 성분을 표시한다.:60

## 성질
함자 {\displaystyle F}, {\displaystyle G}에 대한 그로텐디크 스펙트럼 열의 5항 완전열은 다음과 같다.
{\displaystyle 0\to (\operatorname {R} ^{1}G\circ F)(A)\to (\operatorname {R} ^{1}(G\circ F))(A)\to (G\circ \operatorname {R} ^{1}F)(A)\to (\operatorname {R} ^{2}G\circ F)(A)\to (\operatorname {R} ^{2}(G\circ F))(A)}

## 예

### 르레 스펙트럼 열
르레 스펙트럼 열(영어: Leray spectral sequence)은 다음과 같은 두 왼쪽 완전 함자에 대한 그로텐디크 스펙트럼 열이다.
{\displaystyle \operatorname {Sh} (X;\operatorname {Ab} ){\xrightarrow {f_{*}}}\operatorname {Sh} (Y;\operatorname {Ab} ){\xrightarrow {\Gamma _{X}}}\operatorname {Ab} }
여기서 {\displaystyle f_{*}}는 위상 공간 사이의 연속 함수 {\displaystyle f\colon X\to Y}에 의하여 유도되는 층의 직상이며, {\displaystyle \Gamma _{X}}는 층의 대역 단면 함자 (즉, 한원소 공간 위의 층 범주 {\displaystyle \operatorname {Sh} (\{\bullet \},\operatorname {Ab} )\simeq \operatorname {Ab} }로의 직상)이다. 층의 직상 {\displaystyle f_{*}\colon \operatorname {Sh} (X;\operatorname {Ab} )\to \operatorname {Sh} (Y;\operatorname {Ab} )}은 완전 함자인 왼쪽 수반 함자인 층 역상
{\displaystyle f^{*}\colon \operatorname {Sh} (Y;\operatorname {Ab} )\to \operatorname {Sh} (X;\operatorname {Ab} }
{\displaystyle f^{*}\dashv f_{*}}
을 가지므로, 직상 {\displaystyle f_{*}}은 단사층을 단사층에 대응시키며 따라서 그로텐디크 스펙트럼 열의 조건이 충족된다.

### 국소-대역 Ext 스펙트럼 열
환 달린 공간 {\displaystyle (X,{\mathcal {O}}_{X})} 위의 두 {\displaystyle {\mathcal {O}}_{X}}-가군층 {\displaystyle {\mathcal {F}}}, {\displaystyle {\mathcal {G}}}가 주어졌다고 하자. 그렇다면, 다음과 같은 함자들을 정의할 수 있다.
{\displaystyle \operatorname {Mod} _{{\mathcal {O}}_{X}}{\xrightarrow {\hom _{\operatorname {Mod} _{{\mathcal {O}}_{X}}}({\mathcal {F}},-)}}\operatorname {Sh} (X;\operatorname {Ab} ){\xrightarrow {\Gamma _{X}}}\operatorname {Ab} }
이에 대한 그로텐디크 스펙트럼 열은 다음과 같다.:Théorème II.7.3.3
{\displaystyle E_{2}^{p,q}({\mathcal {G}})=\operatorname {H} ^{p}(X;{\mathcal {Ext}}_{{\mathcal {O}}_{X}}^{q}({\mathcal {F}},{\mathcal {G}}))\Rightarrow \operatorname {Ext} _{\Gamma _{X}({\mathcal {O}}_{X})}^{p+q}\left(\Gamma _{X}({\mathcal {F}}),\Gamma _{X}({\mathcal {G}})\right)}
여기서
{\displaystyle {\mathcal {Ext}}_{{\mathcal {O}}_{X}}^{q}(F,-)=\operatorname {R} ^{q}\hom _{\operatorname {Mod} _{{\mathcal {O}}_{X}}}({\mathcal {F}},-)}
는 가군층의 국소 Ext 함자이다. (가군층의 {\displaystyle \hom _{\operatorname {Mod} _{{\mathcal {O}}_{X}}}({\mathcal {F}},-)} 함자는 단사층을 말랑한 층으로 대응시키며 말랑한 층은 항상 비순환층이므로 그로텐디크 스펙트럼 열의 조건이 성립한다.) {\displaystyle \operatorname {Ext} }는 가군의 (대역) Ext 함자이다. 즉, 이는 대역 Ext 함자를 국소 Ext 함자로부터 계산하는 스펙트럼 열이다.

### 밑 전환
가환환 {\displaystyle R}, {\displaystyle S} 및 환 준동형 {\displaystyle f\colon R\to S} 및 {\displaystyle S} 위의 가군 {\displaystyle N}이 주어졌다고 하자.
그렇다면 다음과 같은 함자들을 정의할 수 있다.
{\displaystyle \operatorname {Mod} _{R}{\xrightarrow {\otimes _{R}S}}\operatorname {Mod} _{S}{\xrightarrow {\otimes _{S}N}}\operatorname {Mod} _{S}}
이들에 대한 그로텐디크 스펙트럼 열은 Tor 함자의 밑 전환(영어: base change)을 계산한다. 즉, {\displaystyle R} 위의 가군 {\displaystyle M}에 대하여 다음과 같은 스펙트럼 열들이 존재한다.
{\displaystyle E_{2}^{p,q}(M)=\operatorname {Tor} _{p}^{S}(\operatorname {Tor} _{q}^{R}(M,S),N)\Rightarrow \operatorname {Tor} _{p+q}^{R}(M,N)}
만약 {\displaystyle S}가 {\displaystyle R}-평탄 가군이라면,
{\displaystyle \operatorname {Tor} _{q}^{R}(M,S)={\begin{cases}M\otimes _{R}S&q=0\\0&q>0\end{cases}}}
이며, 따라서 스펙트럼 열이 다음과 같이 퇴화하게 된다.
{\displaystyle \operatorname {Tor} _{p}^{S}(M\otimes _{R}S,N)\cong \operatorname {Tor} _{p}^{R}(M,N)}

### 군 코호몰로지
군 코호몰로지를 계산하는 린던-호흐실트-세르 스펙트럼 열(영어: Lyndon–Hochschild–Serre spectral sequence) 역시 그로텐디크 스펙트럼 열의 특수한 경우이다.
유한군 {\displaystyle G}와 정규 부분군 {\displaystyle N\vartriangleleft G} 및 {\displaystyle G}-가군 {\displaystyle M}이 주어졌다고 하자. 그렇다면 다음과 같은 함자들이 존재한다.
{\displaystyle \operatorname {Mod} _{\mathbb {Z} [G]}{\xrightarrow {(-)^{N}}}\operatorname {Mod} _{\mathbb {Z} [G/N]}{\xrightarrow {(-)^{G/N}}}\operatorname {Ab} }
여기서 {\displaystyle (-)^{N}}은 {\displaystyle N}의 작용에 대한 불변 원소들로 구성된 부분 가군이다.
이에 대한 그로텐디크 스펙트럼 열은 린던-호흐실트-세르 스펙트럼 열이라고 하며, 다음과 같다.
{\displaystyle \operatorname {H} ^{p}(G/N;\operatorname {H} ^{q}(N,M))\Rightarrow \operatorname {H} ^{p+q}(G;M)}
이에 대응하는 5항 완전열은 팽창-제한 완전열(영어: inflation–restriction exact sequence)이라고 하며, 다음과 같다.
{\displaystyle 0\to \operatorname {H} ^{1}(G/N;M^{N})\to \operatorname {H} ^{1}(G;M)\to \operatorname {H} ^{1}(N;M)^{G/N}\to \operatorname {H} ^{2}(G/N;M^{N})\to \operatorname {H} ^{2}(G;M)}
여기서 "팽창"은
{\displaystyle \operatorname {H} ^{\bullet }(G/N;M)\to \operatorname {H} ^{\bullet }(G/N;M)}
이며, "제한"은
{\displaystyle \operatorname {H} ^{\bullet }(G;M)\to \operatorname {H} ^{\bullet }(N;M)^{G/M}}
이다.

## 역사
1946년에 장 르레는 스펙트럼 열의 최초의 예로 층 코호몰로지를 계산하는 르레 스펙트럼 열을 도입하였다. 1948년에 로저 코넌트 린던(영어: Roger Conant Lyndon)은 군 코호몰로지를 계산하는 린던-호흐실트-세르 스펙트럼 열을 발견하였고, 1953년에 게르하르트 호흐실트와 장피에르 세르는 이를 개량하였다.
이후 1957년에 알렉산더 그로텐디크는 도호쿠 대학 저널 논문에서 아벨 범주의 이론 및 그로텐디크 스펙트럼 열을 도입하였고, 르레 스펙트럼 열과 린던-호흐실트-세르 스펙트럼 열이 사실 임의의 왼쪽 완전 함자에 대한 그로텐디크 스펙트럼 열의 특수한 경우라는 것을 보였다.